# Vousák červenožlutý

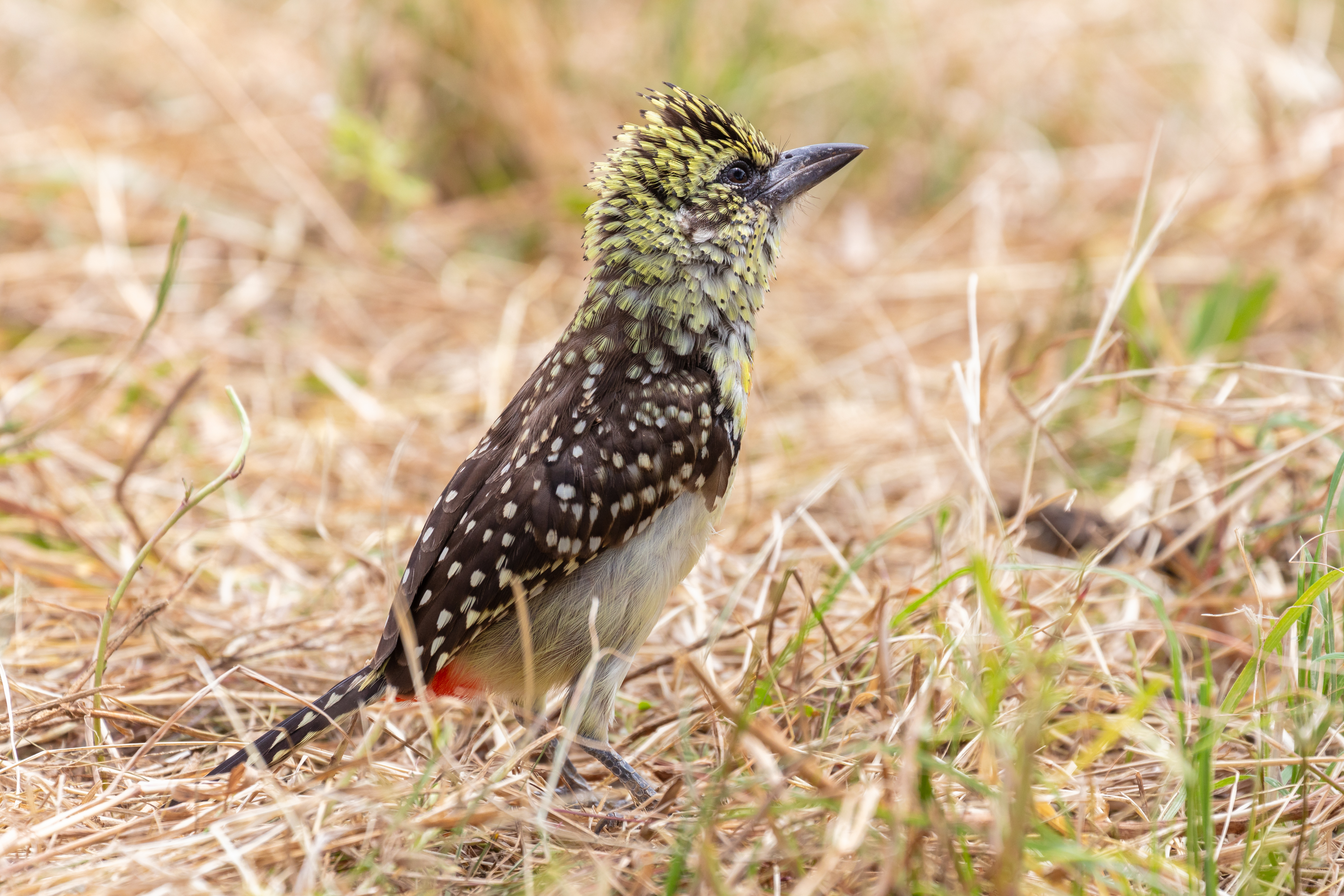
Vousák červenožlutý v národním parku Serengeti

Vousák červenožlutý (Trachyphonus erythrocephalus), známý také pod názvem perlák červenožlutý je pták z čeledi lybiidae.

## Popis
Vousák červenožlutý je průměrně 21,5 cm velký. Samci mají čelo a vrchol hlavy černý, mají také malou péřovou čepičku na zadní straně hlavy. Zátylek je červenožlutý a žlutý s černými skvrnami. Krk je žlutý, uši jsou oranžové. Ve výšce ucha je bílý pás půlměsícovitého tvaru. Horní část těla je černá s velkými bílými skvrnami. Pera ocasu jsou oranžové se žlutými špičkami. Křídla jsou černě hnědé s nažloutlým až krémově bílým příčným pásem.
Brada je žlutá u většiny jedinců, uprostřed hrdla je černá skvrna, která se rozšiřuje směrem k hrudi. Střed prsou je oranžový nebo červenožlutý a na bocích se zbarví nažloutlé. Přes střed hrudníku probíhá úzký černý pás s velkými bílými skvrnami. Spodní strana těla je žlutá. Boky jsou žlutošedé až šedobílé. Zobák je ve vztahu k velikosti těla velký, červený, načervenalý rohovitý nebo purpurový. Oblast kolem očí je tmavě šedá až černá. Oči jsou žlutavě hnědé až červenohnědé nebo tmavě hnědé. Nohy jsou břidlicově šedé až modrošedé.
Samice obvykle postrádají černé hrdlo a většinou černé horní části. Většinou jsou žlutooranžová až oranžově žlutá. Celkově jsou samice menší než samci a ve svém peří mají více žluté a bílé. Mladí ptáci jsou také bledší než dospělí samci. Mladí samci mají stále šedožlutý krk a jsou celkově mírně nažloutlé. U obou pohlaví je černá hnědá, skvrny na tmavém Körperobergefieder jsou krémové nebo žluté. Oči jsou šedé.

## Areál rozšíření
Žije především v otevřených krajinách se stromy, vyskytuje se také v otevřených lesích. Jeho areál rozšíření pokrývá značné území východní Afriky, a to od Súdánu jižně až po Tanzanii. Je stálý.

## Potrava
Konzumují širokou škálu bobulí, semen a ovoce. Významnou roli v potravě tvoří brouci, kobylky, termity, mravenci, pavouci a ještěrky. Nepohrdnou vejci a mláďaty jiných druhů ptáků.

## Hnízdění
Hnízdí v krátké noře vyhloubené ve strmém břehu nebo termitišti, kam klade 2-6 vajec.
Hnízdní dutina je vytvořena většinou v termitištích nebo strmých březích. Hnízdní komora má průměr od 9,0 do 11,2 centimetrů. Zpravidla do této komory vede tunel dlouhý asi 40 centimetrů. Hnízdní sezóna spadá buď do období dešťů, nebo začíná na konci období dešťů. Snůška se skládá ze dvou až šesti bílých hladkých lesklých vajec. Mláďata jsou krmena všemi dospělými ptáky skupiny, samci přinášejí více potravy než samice.